# سام تریمن
 سام تریمن (انگلیسی: Sam Treiman؛ زاده 
۲۷ مهٔ ۱۹۲۵
```
درگذشته 
```

۳۰ نوامبر ۱۹۹۹ (۷۴ سال)
) یک دانشمند اهل ایالات متحده آمریکا بود.